# BeNe Supercup
De BeNe Supercup is een wedstrijd in het vrouwenvoetbal waarin de landskampioen van Nederland het opneemt tegen de landskampioen van België. Het duel werd in 2011 voor het eerst gespeeld in Venlo in Seacon Stadion - De Koel -.
In Nederland werd vanaf 2004 al gespeeld om de Supercup. Het duel werd steevast gehouden tussen de landskampioen en de bekerwinnaar. Doordat bekerwinnaar AZ in 2011 echter haar team ophief werd een nieuwe opzet noodzakelijk. In de Belgische voetbalbond vond de KNVB een nieuwe partner. Zodoende werd in 2011 het duel gespeeld tussen FC Twente en Standard Luik. In België werd al vanaf 1984 gespeeld om de Supercup.

## Finales
| Jaar | Datum       | Locatie  | Winnaar       | Uitslag | Verliezer    |
| ---- | ----------- | -------- | ------------- | ------- | ------------ |
| 2011 | 30 augustus | Venlo    | Standard Luik | 4 - 1   | FC Twente    |
| 2012 | 14 augustus | Mechelen | Standard Luik | 1 - 0   | ADO Den Haag |

2011 · 2012